# Herinja vas
Herinja vas este o localitate din comuna Novo mesto, Slovenia, cu o populație de 86 de locuitori.